# River Shannon Callows SAC
River Shannon Callows SAC este o arie protejată (arie specială de conservare — SAC, sit de importanță comunitară — SCI) din Irlanda întinsă pe o suprafață de 5.820,6 ha, integral pe uscat.

## Localizare
Centrul sitului River Shannon Callows SAC este situat la coordonatele 53°15′13″N 8°01′18″W / 53.2535°N 8.0216°V.

## Înființare
Situl River Shannon Callows SAC a fost declarat sit de importanță comunitară în ianuarie 2002 pentru a proteja 19 specii de animale. Situl a fost protejat și ca arie specială de conservare în septembrie 2021.

## Biodiversitate
Situată în ecoregiunea atlantică, aria protejată conține 5 habitate naturale: Pajiști cu Molinia pe soluri calcaroase, turboase sau argilos-nămoloase (Molinion caeruleae), Fânețe de joasă altitudine (Alopecurus pratensis, Sanguisorba officinalis), Mlaștini alcaline, Lespezi calcaroase, Păduri aluvionare cu Alnus glutinosa și Fraxinus excelsior (Alno-Padion, Alnion incanae, Salicion albae).
La baza desemnării sitului se află mai multe specii protejate:
- păsări (18): rață lingurar (Anas clypeata), rață pitică (Anas crecca), rață fluierătoare (Anas penelope), Anser albifrons flavirostris, fugaci de țărm (Calidris alpina), erete vânăt (Circus cyaneus), prepeliță (Coturnix coturnix), cristeiul de câmp (Crex crex), Cygnus columbianus bewickii, lebădă de iarnă (Cygnus cygnus), șoim de iarnă (Falco columbarius), becațină comună (Gallinago gallinago), sitar de mâl (Limosa limosa), Locustella naevia, culic mare (Numenius arquata), ploier auriu (Pluvialis apricaria), fluierarul cu picioare roșii (Tringa totanus), nagâț (Vanellus vanellus)
- mamifere (1): vidră de râu (Lutra lutra)

Pe lângă speciile protejate, pe teritoriul sitului au mai fost identificate 4 specii de plante, 1 specie de păsări, 1 specie de amfibieni, 1 specie de mamifere.